# Calligonum densum
Calligonum densum är en slideväxtart som beskrevs av Borszcz.. Calligonum densum ingår i släktet Calligonum och familjen slideväxter. Inga underarter finns listade i Catalogue of Life.